# Mattias Tesfaye
Mattias Tesfaye, né le 31 mai 1981 à Aarhus (Danemark), est un homme politique danois, membre du parti Social-démocratie (SD). Il est ministre de l'Immigration et de l'Intégration de 2019 à 2022, ministre de la Justice en 2022 puis ministre de l'Enfance et de l'Éducation depuis 2022.

## Biographie
Mattias Tesfaye est le fils d'un immigrant éthiopien et porte un prénom traditionnellement danois. Il est maçon de profession, et travaille également plusieurs années comme employé pour les confédéations syndicales SiD et 3F,.
Il s'engage en politique en rejoignant le Parti communiste du Danemark / Marxiste-léniniste, aujourd'hui disparu, à l'âge de seize ans. Il quitte le mouvement en 2005 pour rejoindre la Liste de l'unité, qu'il quitte en 2008 pour adhérer au Parti populaire socialiste en 2008.
Proche du président du Parti populaire socialiste Villy Søvndal, il est élu vice-président du mouvement par sa direction nationale en avril 2012, une élection qui suscite la controverse alors que la sortante Meta Fuglsang est perçue comme largement soutenue par les adhérents du parti. En juillet, il est investi par son par son parti comme candidat aux prochaines élections législatives.
En septembre 2012, il apporte son soutien à Astrid Krag, candidate de l'aile modérée du parti pour le congrès du 13 octobre. Krag est toutefois largement battue par Annette Vilhelmsen, figure de l'aile gauche du mouvement. Le 5 décembre, évoquant ses désaccords avec la ligne politique de la nouvelle présidente, Mattias Tesfaye annonce démissionner de la vice-présidence du parti et renoncer à son investiture pour les élections législatives, tout en restant adhérent du mouvement.
En janvier 2013, il annonce finalement quitter le Parti populaire socialiste et rejoindre les sociaux-démocrates. Il est élu député au Folketing sous l'étiquette sociale-démocrate lors des élections législatives de juin 2015. Il devient le porte-parole de son groupe parlementaire pour les questions d'immigration et d'intégration en décembre 2017. Dans ce rôle, il défend notamment l'idée d'un plan Marshall européen pour soutenir le développement du continent africain.
En 2017, il publie Velkommen Mustafa (éd. Gyldendal), un essai où il retrace l'histoire de la politique migratoire menée par les sociaux-démocrates durant les dernières décennies. Il y développe la thèse selon laquelle la direction du parti a ignoré les appels de ses maires, favorables à une restriction de l'immigration, en ayant constaté les conséquences sur le terrain, cette attitude contribuant finalement à la montée en puissance du Parti populaire danois (nationalistes). L'ouvrage fait désormais référence en Scandinavie.
Il est réélu pour un deuxième mandat au Folketing lors des élections législatives du 5 juin 2019 qui marquent le retour des sociaux-démocrates au pouvoir. Il est nommé ministre de l'Immigration et de l'Intégration dans le gouvernement minoritaire formé par Mette Frederiksen le 27 juin.
En octobre 2020, il expose son plan pour lutter contre la criminalité juvénile destiné aux personnes issues de l'immigration. Ce plan fait suite au discours à l’ouverture du parlement de la Première ministre Mette Frederiksen, qui accusait les jeunes issus de l'immigration (Indvandrerunge en danois) d'être les auteurs les plus courants de comportements antisociaux dans des lieux tels que les gares ou les trains métropolitains (S-tog). Matthias Tesfaye, tout en reconnaissant qu'il y a aussi des Danois de souche qui commettent des crimes graves, a souligné que les statistiques sur les jeunes issus du « Moyen-Orient » ne mentent pas. «  Nous avons un problème et nous devons le résoudre, et non, ce n’est pas la faute de la société ».
Il fait suspendre en 2021 les titres de séjour de plusieurs centaines de réfugiés syriens, estimant que la situation en Syrie était désormais suffisamment sûre pour permettre le retour des réfugiés. Il est aussi à l’origine du projet de loi, adopté pendant l'été 2021, destinée à externaliser l’asile dans des pays non-européen, notamment au Rwanda. Il fait également livrer à la Lituanie un modèle spécial de fils de fer barbelés, en accordéon, couvert de lames similaires à celles d’un rasoir pouvant causer des blessures mortelles, afin d'installer une clôture antimigrants aux frontières du pays.
À l'occasion d'un remaniement ministériel le 2 mai 2022, il succède à Nick Hækkerup comme ministre de la Justice.
Il remporte un troisième mandat de député lors des élections législatives du 1er novembre 2022. Il devient ministre de l'Enfance et de l'Éducation dans le gouvernement de coalition formé par Mette Frederiksen avec le Venstre et les Modérés le 15 décembre.